# Raymond Daniel Doucett
Pour les articles homonymes, voir Doucett.
Raymond Daniel Doucett, né le 6 mai 1907 à Charlo, au Nouveau-Brunswick et mort à une date inconnue, est un marchand et un homme politique canadien.

## Biographie
Son père est Peter Doucett et sa mère est Annabell Anderson. Il épouse Catherine Ila Lutes le 11 décembre 1926 et le couple a cinq enfants, dont Rayburn Doucett.
Il est député de Restigouche à l'Assemblée législative du Nouveau-Brunswick de 1963 à 1967 en tant que libéral. Il est ministre des Travaux publics en 1967, dans le gouvernement de Louis Robichaud. Il est aussi conseiller du comté de Restigouche en 1958 et président du district scolaire de Jacquet River.
Il est membre des conseils d'administration du Soldiers Memorial Hospital de Campbellton, du Pine Hill Divinity Hall de Halifax et du New Brunswick Protestant Orphanage de Saint-Jean.